# مزرعه سه چاه (مرکزی)
مزرعه سه چاه یک منطقهٔ مسکونی در ایران است که در دهستان طراز ناهید واقع شده‌است. مزرعه سه چاه ۸ نفر جمعیت دارد.